# Ralph Göpel
Ralph Göpel (* 23. Juni 1960 in Donauwörth) ist ein deutscher Autor von EDV-Büchern.

## Leben
Ralph Göpel studierte in Dortmund an der Fachhochschule Technische Informatik. Das Studium schloss er 1993 als Diplom-Informatiker (FH) ab. Seit Mai 1996 ist er selbständig und freiberuflich als Dozent, Consultant und Supporter tätig. Er veröffentlichte 2010 sein erstes Buch im O’Reilly Verlag.
Göpel ist verheiratet und hat ein Kind.

## Werke
- Praxishandbuch VMware vSphere 4. O’Reilly, Köln 2010, 1. Auflage Juli 2010, ISBN 978-3-89721-619-8.
- Praxishandbuch VMware vSphere 5. O’Reilly, Köln 2012, 2. Auflage März 2012, ISBN 978-3-86899-164-2.
- Praxishandbuch VMware vSphere 6. O’Reilly, 3. Auflage Oktober 2015, ISBN 978-3-9600900-4-5.
- Praxishandbuch Veeam Backup & Replication 9.5, O’Reilly, 1. Auflage Juni 2018, ISBN 978-3-96009-082-3.
- Praxishandbuch VMware vSphere 6.7. O’Reilly, 4. Auflage Januar 2019, ISBN 978-3-96009-058-8.
- Praxishandbuch Veeam Backup & Replication 10, O’Reilly, 2. Auflage Oktober 2020, ISBN 978-3-96009-155-4.
- Praxishandbuch VMware vSphere 7. O’Reilly, 5. Auflage Juni 2021, ISBN 978-3-96009-167-7.
- Praxishandbuch Veeam Backup & Replication 12, O’Reilly, 3. Auflage August 2023, ISBN 978-3-96009-230-8.